# Dwayne Anderson
Dwayne Anderson jr. (Washington, 22 giugno 1986) è un ex cestista, allenatore di pallacanestro e dirigente sportivo statunitense.

## Carriera
Ha militato in Basketball-Bundesliga con il Göttingen. Nella stagione 2011-2012 ha disputato il Campionato di Legadue con la maglia dell'Unione Cestistica Piacentina.

## Palmarès

### Squadra
- EuroChallenge: 1

BG 74 Gottingen: 2009-10

### Individuale
- All-ULEB Eurocup Second Team: 1

BG 74 Gottingen: 2010-11